# Nine-ball

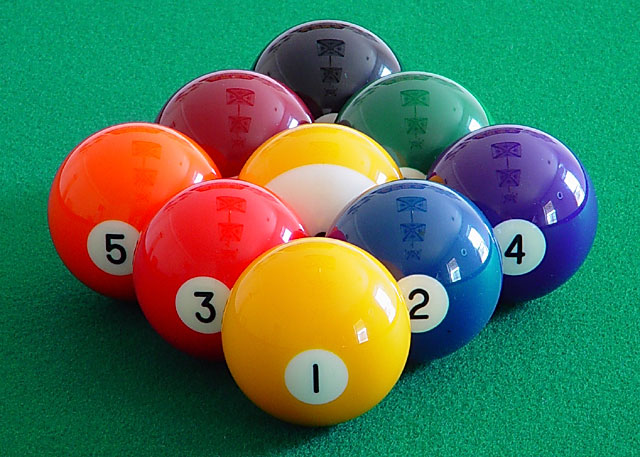
Figura 9 koulí

Nine-Ball, 9-Ball neboli Devítka je varianta kulečníkové hry pool.
Hraje se s bílou hrací koulí a 9 barevnými koulemi, 1-8 plné a 9 půlená.
Hráč musí nejprve zasáhnout kouli s nejnižším číslem a poté potopit libovolnou barevnou kouli na stole. Vyhrává hráč, který první (bez faulu) potopí kouli č. 9.
Po třech po sobě následujících faulech hráč ztrácí hru. Před třetím faulem musí soupeř hráči oznámit, že má již 2 fauly. Pokud není hráč soupeřem upozorněn, bere se to jako by právě zahrál druhý faul a pokračuje se ve hře. Zahraje-li hráč korektní strk, všechny fauly se nulují.
Po faulu bere soupeř hrací bílou kouli do ruky a může si jí postavit kdekoli na stole.
Spadne-li při faulu koule č. 9, pokračuje se ve hře a koule č. 9 se nastaví zpět na horní bod.
Nehlášená hra: Hráč před strkem nemusí hlásit číslo koule ani kapsu, kam ji chce potopit.